# Пасивно-агресивний розлад особистості
Пасивно-агресивний розлад особистості (англ. Passive–aggressive personality disorder) характеризується прокрастинацією, прихованим обструкціонізмом (гальмуванням і зривом процесів), неефективністю та впертістю. DSM-5 більше не використовує це поняття, і його немає серед десяти конкретних розладів особистості. Попереднє видання, редакція IV (DSM-IV), описує пасивно-агресивний розлад особистості як пропонований розлад, що включає «первазивну (наскрізну) модель негативістського ставлення та пасивного опору вимогам адекватної продуктивності» в різних контекстах. Пасивно-агресивна поведінка є обов’язковим симптомом пасивно-агресивного розладу особистості.